# Saison 2017-2018 de l'ASM Clermont Auvergne
Lors de la saison 2017-2018 de l'ASM Clermont Auvergne, le club auvergnat évolue en Top 14 et en Coupe d'Europe.
Le club est champion de France et vice-champion d'Europe en titre.
L'équipe évolue sous les directives de Franck Azéma et du président Éric de Cromières. 

## Résumé de la saison précédente
Lors de la saison 2016-2017, l'ASM Clermont Auvergne réalise une très bonne saison. Après avoir terminé deuxième de la phase régulière de Top 14, avec 15 victoires, huit défaites et trois matchs nul, ainsi que la meilleure attaque du championnat, le club remporte le deuxième bouclier de Brennus de son histoire, après avoir battu le RC Toulon 22 à 17 en finale.
En Coupe d'Europe, le club domine sa poule puis se qualifie également jusqu'en finale de la compétition mais est battu par les Saracens 17 à 28.

## Transferts
Concernant les transferts, au niveau des arrivées dans le groupe professionnel, l'ASM Clermont recrute deux piliers : le tongien Loni Uhila en provenance des Hurricanes et Rabah Slimani, international français, du Stade français Paris. Pour les lignes arrières, le demi de mêlée international écossais Greig Laidlaw fait son arrivée de Gloucester Rugby, l'international australien Peter Betham, arrière polyvalent, arrive des Leicester Tigers et Rémy Grosso, ailier international français, signe en provenance du Castres olympique. Côté jeunes, le club signe le pilier Sipili Falatea en provenance de Colomiers Rugby ainsi que le centre prometteur Tani Vili.
Pour les départs, les deux piliers internationaux français Vincent Debaty et Thomas Domingo, ainsi que le pilier Clément Ric signent respectivement pour l'US Oyonnax, la Section paloise et le Lyon OU. Le troisième ligne aile international portugais Julien Bardy rejoint quant à lui le Montpellier HR. Ludovic Radosavljevic signe au Castres olympique alors que Benson Stanley et Adrien Planté rejoignent eux aussi la Section paloise comme Domingo. Concernant les espoirs, le pilier Nika Svimonishvili n'est pas conservé, le talonneur Pierre Rude s'engage au Stade aurillacois en compagnie de Laki Lee (frère cadet de Fritz Lee), le troisième ligne Maxime Vaz rejoint le RC Aubenas, Enzo Sanga signe au Montpellier HR, Théo Defrance au Stade montois et Pierre Le Huby rejoint le SU Agen. L'ailier fidjien, Wame Naituvi, rejoint également le Stade montois.
Durant la saison, au mois de novembre, Luke McAlister fait son arrivée au club en tant que joker médical après la blessure longue durée de Camille Lopez. Deux mois plus tard, Malietoa Hingano rejoint également le club en tant que joker médical après les blessures de nombreux joueurs dans l'effectif.

## Déroulement de la saison
Pour commencer la saison, l'ASM Clermont Auvergne dispute deux matchs amicaux. Le premier est perdu 26 à 29 contre le RC Toulon puis le deuxième est gagné 35 à 14 contre la Section paloise à Issoire.
Durant la saison, Aurélien Rougerie, joueur emblématique du club, annonce prendre sa retraite à l'issue de l'exercice.
Le club connaît une saison difficile. En Coupe d'Europe, il est éliminé 17 à 28 contre le Racing 92 en quart de finale au stade Marcel-Michelin. Puis, il termine à une décevante neuvième place en Top 14, manquant les phases finales ainsi que la qualification en Coupe d'Europe,,.

## Effectif et encadrement technique

### Joueurs
Pour la saison 2017-2018, l'effectif de l'ASM Clermont Auvergne est le suivant :
| Nom                   | Naissance         | Nationalité sportive | International | Dernier club         | Arrivée au club (année) |
| Piliers               | Piliers           | Piliers              | Piliers       | Piliers              | Piliers                 |
| --------------------- | ----------------- | -------------------- | ------------- | -------------------- | ----------------------- |
| Raphaël Chaume        | 24 avril 1989     | France               |               | Pays d'Aix RC        | 2009                    |
| Sipili Falatea        | 6 juin 1997       | France               | -             | Colomiers Rugby      | 2017                    |
| Étienne Falgoux       | 19 janvier 1993   | France               | -             | Formé au club        | 2013                    |
| Aaron Jarvis          | 20 mai 1986       | Pays de Galles       |               | Ospreys              | 2016                    |
| Michaël Simutoga      | 29 septembre 1996 | France               | France -20    | Formé au club        | 2015                    |
| Beka Kakabadze (en)   | 7 septembre 1995  | Géorgie              | -             | Formé au club        | 2017                    |
| Rabah Slimani         | 18 octobre 1989   | France               |               | Stade Français Paris | 2017                    |
| Loni Uhila            | 7 avril 1989      | Tonga                | -             | Hurricanes           | 2017                    |
| Davit Zirakashvili    | 20 septembre 1983 | Géorgie              |               | RC Aubenas           | 2004                    |
| Talonneurs            |                   |                      |               |                      |                         |
| Yohan Beheregaray     | 29 mai 1996       | France               | -             | Formé au club        | 2015                    |
| Benjamin Kayser       | 26 juillet 1984   | France               |               | Castres olympique    | 2011                    |
| John Ulugia           | 17 janvier 1986   | Australie            | -             | US bressane          | 2014                    |
| Deuxièmes ligne       |                   |                      |               |                      |                         |
| Corentin Astier       | 12 janvier 1995   | France               | -             | Formé au club        | 2017                    |
| Maxence Barjaud       | 25 mars 1996      | France               | -             | Formé au club        | 2017                    |
| Arthur Iturria        | 13 mai 1994       | France               |               | Formé au club        | 2015                    |
| Paul Jedrasiak        | 6 février 1993    | France               |               | Formé au club        | 2013                    |
| Sitaleki Timani       | 19 septembre 1986 | Australie            |               | Montpellier HR       | 2016                    |
| Sébastien Vahaamahina | 21 octobre 1991   | France               |               | USA Perpignan        | 2014                    |
| Flip van der Merwe    | 3 juin 1985       | Afrique du Sud       |               | Bulls                | 2015                    |
| Troisièmes ligne      |                   |                      |               |                      |                         |
| Judicaël Cancoriet    | 25 avril 1996     | France               |               | RC Massy             | 2015                    |
| Damien Chouly         | 27 novembre 1985  | France               |               | USA Perpignan        | 2012                    |
| Camille Gérondeau     | 12 mars 1988      | France               | -             | Racing 92            | 2015                    |
| Otar Giorgadze        | 2 mars 1996       | Géorgie              |               | Formé au club        | 2016                    |
| Viktor Kolelishvili   | 9 octobre 1989    | Géorgie              |               | Lyon OU              | 2014                    |
| Alexandre Lapandry    | 13 avril 1989     | France               |               | Formé au club        | 2009                    |
| Fritz Lee             | 29 août 1988      | Samoa                | -             | Chiefs               | 2013                    |
| Maxence Lemardelet    | 8 mai 1999        | France               | France -20    | Formé au club        | 2017                    |
| Julien Ruaud          | 7 décembre 1997   | France               | France -20    | Formé au club        | 2016                    |
| Jacobus van Tonder    | 3 mars 1998       | Afrique du Sud       | -             | Formé au club        | 2018                    |
| Peceli Yato           | 17 janvier 1993   | Fidji                |               | Formé au club        | 2013                    |
| Demis de mêlée        |                   |                      |               |                      |                         |
| Charlie Cassang       | 8 février 1995    | France               | -             | Formé au club        | 2014                    |
| William Hutteau       | 12 février 1998   | France               | -             | Formé au club        | 2018                    |
| Greig Laidlaw         | 12 octobre 1985   | Écosse               |               | Gloucester Rugby     | 2017                    |
| Morgan Parra          | 15 novembre 1988  | France               |               | CS Bourgoin-Jallieu  | 2009                    |
| Charly Trussardi      | 21 mars 1997      | Italie               | Italie -20    | Formé au club        | 2014                    |
| Demis d'ouverture     |                   |                      |               |                      |                         |
| Patricio Fernandez    | 10 novembre 1994  | Argentine            |               | Formé au club        | 2017                    |
| Dorian Lavernhe       | 27 juin 1999      | France               | -             | Formé au club        | 2017                    |
| Camille Lopez         | 3 avril 1989      | France               |               | USA Perpignan        | 2014                    |
| Luke McAlister        | 28 août 1983      | Nouvelle-Zélande     |               | RC Toulon            | 2017                    |
| Centres               |                   |                      |               |                      |                         |
| Peter Betham          | 6 janvier 1989    | Australie            |               | Leicester Tigers     | 2017                    |
| Wesley Fofana         | 20 janvier 1988   | France               |               | Formé au club        | 2008                    |
| Malietoa Hingano      | 27 janvier 1992   | Australie            | -             | Honda Heat           | 2018                    |
| Rémi Lamerat          | 14 janvier 1990   | France               |               | Castres olympique    | 2016                    |
| Damian Penaud         | 25 septembre 1996 | France               |               | Formé au club        | 2015                    |
| Aurélien Rougerie     | 26 septembre 1980 | France               |               | Formé au club        | 1999                    |
| Atila Septar          | 2 juin 1996       | France               | France -20    | CA Brive             | 2016                    |
| Ailiers               |                   |                      |               |                      |                         |
| Samuel Ezeala         | 11 décembre 1999  | Espagne              | -             | Formé au club        | 2018                    |
| Rémy Grosso           | 4 décembre 1988   | France               |               | Castres olympique    | 2017                    |
| Noa Nakaitaci         | 11 juillet 1990   | France               |               | Formé au club        | 2011                    |
| Alexandre Nicoué      | 1er février 1997  | France               | France -20    | Formé au club        | 2017                    |
| Alivereti Raka        | 9 février 1994    | Fidji                | -             | Formé au club        | 2015                    |
| David Strettle        | 23 juin 1983      | Angleterre           |               | Saracens             | 2015                    |
| Arrières              |                   |                      |               |                      |                         |
| Nick Abendanon        | 27 août 1986      | Angleterre           |               | Bath Rugby           | 2014                    |
| Scott Spedding        | 4 mai 1986        | France               |               | Aviron Bayonnais     | 2015                    |
| Isaia Toeava          | 15 janvier 1986   | Nouvelle-Zélande     |               | Kubota Spears        | 2016                    |
| Setariki Tuicuvu      | 7 septembre 1995  | Fidji                | -             | Formé au club        | 2017                    |

### Encadrement technique
- Directeur sportif : Franck Azéma
- Manager : Neil McIlroy
- Entraineurs : Didier Bès et Xavier Sadourny

## Calendrier et résultats

### Matchs amicaux
- RC Toulon - ASM Clermont :  29-26
- ASM Clermont : Section paloise :  35-14

### Top 14

#### Calendrier
Le calendrier de la saison de Top 14 est le suivant : 
| - Union Bordeaux-Bègles - ASM Clermont : 32-25 - ASM Clermont - RC Toulon : 21-16 - Stade rochelais - ASM Clermont : 51-20 - ASM Clermont - CA Brive : 62-6 - ASM Clermont - Racing 92 : 23-21 - Castres olympique - ASM Clermont : 29-23 - Stade toulousain - ASM Clermont : 28-18 - ASM Clermont - Stade Français Paris : 33-10 - Montpellier HR - ASM Clermont : 28-24 - ASM Clermont - Lyon OU : 39-18 - US Oyonnax - ASM Clermont : 32-32 - ASM Clermont - SU Agen : 35-26 - Section paloise - ASM Clermont : 22-21 | - ASM Clermont - Union Bordeaux-Bègles : 33-3 - RC Toulon - ASM Clermont : 49-0 - ASM Clermont - Stade rochelais : 21-17 - CA Brive - ASM Clermont : 9-11 - Racing 92 - ASM Clermont : 58-6 - ASM Clermont - Castres olympique : 27-31 - ASM Clermont - Stade toulousain : 36-26 - Stade Français Paris - ASM Clermont : 58-6 - ASM Clermont - Montpellier HR : 29-30 - Lyon OU - ASM Clermont : 36-10 - ASM Clermont - US Oyonnax : 12-18 - SU Agen - ASM Clermont : 27-17 - ASM Clermont - Section paloise : 38-14 |

#### Classement de la phase régulière
Avec 11 victoires, un match nul et 14 défaites, l'ASM Clermont termine neuvième et n'est pas qualifiée pour les phases finales.
| Rang | Club                  | J  | V  | N | D  | Bo | Bd | Pm  | Pe  | Diff | Pts |
| ---- | --------------------- | -- | -- | - | -- | -- | -- | --- | --- | ---- | --- |
| 1    | Montpellier HR        | 26 | 17 | 0 | 9  | 12 | 1  | 752 | 559 | +193 | 81  |
| 2    | Racing 92             | 26 | 18 | 0 | 8  | 5  | 3  | 622 | 478 | +144 | 80  |
| 3    | Stade toulousain      | 26 | 16 | 1 | 9  | 4  | 4  | 719 | 595 | +124 | 74  |
| 4    | RC Toulon             | 26 | 14 | 0 | 12 | 9  | 8  | 766 | 507 | +259 | 73  |
| 5    | Lyon OU               | 26 | 15 | 0 | 11 | 7  | 3  | 689 | 541 | +148 | 70  |
| 6    | Castres olympique     | 26 | 15 | 0 | 11 | 4  | 5  | 638 | 624 | +14  | 69  |
| 7    | Stade rochelais       | 26 | 14 | 1 | 11 | 6  | 3  | 686 | 531 | +155 | 67  |
| 8    | Section paloise       | 26 | 15 | 0 | 11 | 2  | 4  | 590 | 584 | +6   | 66  |
| 9    | ASM Clermont (T)      | 26 | 11 | 1 | 14 | 4  | 4  | 629 | 687 | -58  | 54  |
| 10   | Union Bordeaux Bègles | 26 | 10 | 1 | 15 | 2  | 4  | 557 | 623 | -66  | 48  |
| 11   | SU Agen (P)           | 26 | 10 | 0 | 16 | 2  | 4  | 537 | 757 | -220 | 46  |
| 12   | Stade français Paris  | 26 | 9  | 0 | 17 | 2  | 4  | 540 | 740 | -200 | 42  |
| 13   | Oyonnax Rugby (P)     | 26 | 7  | 3 | 16 | 1  | 4  | 566 | 824 | -258 | 39  |
| 14   | CA Brive              | 26 | 7  | 1 | 18 | 1  | 5  | 485 | 726 | -241 | 36  |

### Coupe d'Europe

#### Phase de poules
Dans la Coupe d'Europe l'ASM Clermont, fait partie de la poule 2 et est opposé aux Anglais des Saracens, des Northampton Saints, et aux Gallois des Ospreys.
| - Ospreys - ASM Clermont : 21-26 - ASM Clermont - Northampton Saints : 24-7 - Saracens - ASM Clermont : 14-46 | - ASM Clermont - Saracens : 24-21 - Northampton Saints - ASM Clermont : 34-21 - ASM Clermont - Ospreys : 24-7 |

Avec cinq victoires et une défaite, l'ASM Clermont termine première de la poule 2 et est qualifiée pour les quarts de finale.
| Rang | Équipe             | J | V | N | D | Em | Ee | Bo | Bd | Pm  | Pe  | Diff | Pts |
| ---- | ------------------ | - | - | - | - | -- | -- | -- | -- | --- | --- | ---- | --- |
| 1    | ASM Clermont       | 6 | 5 | 0 | 1 | 16 | 14 | 2  | 0  | 165 | 104 | +61  | 22  |
| 2    | Saracens (T)       | 6 | 3 | 1 | 2 | 24 | 13 | 3  | 1  | 205 | 146 | +59  | 18  |
| 3    | Ospreys            | 6 | 2 | 1 | 3 | 18 | 16 | 3  | 2  | 152 | 148 | +4   | 15  |
| 4    | Northampton Saints | 6 | 1 | 0 | 5 | 16 | 31 | 2  | 0  | 115 | 239 | -124 | 6   |

#### Phase finale

##### Quart de finale
- ASM Clermont -  Racing 92 :  17-28

## Statistiques

### Championnat de France

#### Meilleurs réalisateurs
| Rang | Joueur             | Poste            | Points | Essais | Transf. | Pén. | Drops |
| ---- | ------------------ | ---------------- | ------ | ------ | ------- | ---- | ----- |
| 1    | Morgan Parra       | Demi de mêlée    | 142    | 2      | 27      | 26   | 0     |
| 2    | Greig Laidlaw      | Demi de mêlée    | 62     | 0      | 7       | 16   | 0     |
| 3    | Patricio Fernandez | Demi d'ouverture | 47     | 3      | 10      | 4    | 0     |
| 4    | Alivereti Raka     | Ailier           | 45     | 9      | 0       | 0    | 0     |
| 5    | Camille Lopez      | Demi d'ouverture | 42     | 0      | 6       | 9    | 1     |

#### Meilleurs marqueurs
| Rang | Joueur         | Poste           | Essais |
| ---- | -------------- | --------------- | ------ |
| 1    | Alivereti Raka | Ailier          | 9      |
| 2    | Peter Betham   | Centre, ailier  | 6      |
| 3    | Peceli Yato    | Troisième ligne | 5      |
| 4    | Fritz Lee      | Troisième ligne | 4      |
| 4    | Damian Penaud  | Centre          | 4      |